# Округ Хот Спринг (Арканзас)
Округ Хот Спринг (енгл. Hot Spring County) је округ у америчкој савезној држави Арканзас. По попису из 2010. године број становника је 32.923. Седиште округа је град Malvern.

## Демографија
Према попису становништва из 2010. у округу је живело 32.923 становника, што је 2.570 (8,5%) становника више него 2000. године.
| Група             | 2000.          | 2010.          |
| Белци             | 26.295 (86,6%) | 27.703 (84,1%) |
| Афроамериканци    | 3.115 (10,3%)  | 3.568 (10,8%)  |
| Азијати           | 67 (0,2%)      | 95 (0,3%)      |
| Хиспаноамериканци | 384 (1,3%)     | 919 (2,8%)     |
| Укупно            | 30.353         | 32.923         |